# Guma guar
Guma guar nebo také guarová guma (E 412) je polysacharid s velkou viskozitou vyráběný z guarových bobů, semen rostliny Cyamopsis tetragonoloba podobné fazoli. Jde o rostlinu čeledi bobovitých, je to luštěnina, která se pěstuje hlavně ve střední Asii, především v Indii a Pákistánu. Potřebuje teplo, je to jednoletá, suchovzdorná, půdu zlepšující plodina.

## Vlastnosti
Polysacharid vyrobený z bobů je dobře rozpustný ve vodě, patří k rozpustným vlákninám. Ve vodě totiž tvoří silně viskózní roztok i bez zahřívání, proto je využíván jako zahušťovadlo a stabilizátor disperzí v potravinách a také ve farmaceutickém a kosmetickém průmyslu.
Vlákniny jsou látky, které procházejí trávicím traktem v nezměněné podobě. Přestože se nevstřebávají ani dále nemění, významně ovlivňují zdravotní stav člověka. Guarová mouka jako dietní vláknina podporuje pravidelnou činnost zažívacího ústrojí a stimuluje pohyb odpadních látek a toxinů ven z těla, tím také zamezuje nežádoucím bakteriím, aby se zdržovaly v těle. Je schopna také toxické látky absorbovat. Japonské studie dokonce popisují kladný vliv na vstřebávání vápníku z potravy.[zdroj?]
Guarová guma zpomaluje vyprazdňování žaludku a omezuje vstřebávání cukrů z potravy, zvyšuje i pocit sytosti. Dále brání vstřebávání cholesterolu a tuků ze střeva. Stává se tak vhodným léčebným doplňkem i v boji proti obezitě, cukrovce a zvýšené hladině cholesterolu. Účinek na hladinu cholesterolu v krvi se dá vysvětlit i zvýšeným „vychytáváním“ žlučových kyselin guarovou gumou ze střeva. Nedostatek žlučových kyselin vyvolá potřebu její zvýšené tvorby. Důsledkem je spotřebování přebytečného cholesterolu a tím i snížení jeho hladiny v krvi.

## Použití v potravinách
Pro dosažení potřebné viskozity stačí velmi malé množství guarové gumy (osmkrát méně než kukuřičného škrobu), proto se používá k zahušťování v mnoha druzích potravin (např. mléčné krémy, jogurty, zmrzlina, některé pudinkové či smetanové krémy, hořčice, tatarská omáčka).
Guma guar se dává do mražených krémů, kterým přidává na objemu, zlepšuje jejich texturu a zvyšuje odolnost vůči tepelnému šoku. Prodlužuje také životnost pekařských výrobků, zahušťuje salátové zálivky, instantní polévky a omáčky a používá se k vytváření filmů na povrchu masných výrobků. Přidává se i do nápojů (Fanta).

### Vedlejší účinky
Při použití jako přídatná látka v potravinách může způsobovat alergii. U citlivých jedinců může guma guar způsobovat při styku s pokožkou kopřivku.